# ディヴェルティメント第5番 (モーツァルト)
ディヴェルティメント第5番 ハ長調 K.187(Anh.C17.12) は、かつてヴォルフガング・アマデウス・モーツァルトが作曲したとされていたが、現在は偽作と断定され、父レオポルト・モーツァルトがヨーゼフ・シュタルツァーとクリストフ・ヴィリバルト・グルックの作品（舞曲）を編曲したものである。

## 概要
モーツァルトの作品ではなく、1773年にレオポルトがJ.シュタルツァーとグルックの作品を編曲したもので、全10曲のうち第1曲から第5曲までがシュタルツァーの作品で、第7曲、第9曲、第10曲はグルックのオペラ『パーリデとエーレナ』の音楽と判明し、このためケッヘル第6版からは「偽作」として除外された。同時にケッヘル番号も「付録」を表す「Anh.C17.12」と分類された。
なお、全10曲中第6番と第8番は現存しない。

## 楽器編成
フルート2、トランペット5、ティンパニ4

## 構成
本来全10曲であるが、第6曲と第8曲は現存しないため、8曲とされることもある。
- 第1曲 アレグロ・モデラート
- 第2曲 メヌエット
- 第3曲 アダージョ
- 第4曲 メヌエット
- 第5曲 アレグロ
- 第7曲 アレグロ・モデラート
- 第9曲 アレグロ・モルト
- 第10曲 アレグロ・ノン・トロッポ

## 関連作品
- ディヴェルティメント第6番 ハ長調 K.188(240b)